# Słonecznik (Karkonosze)

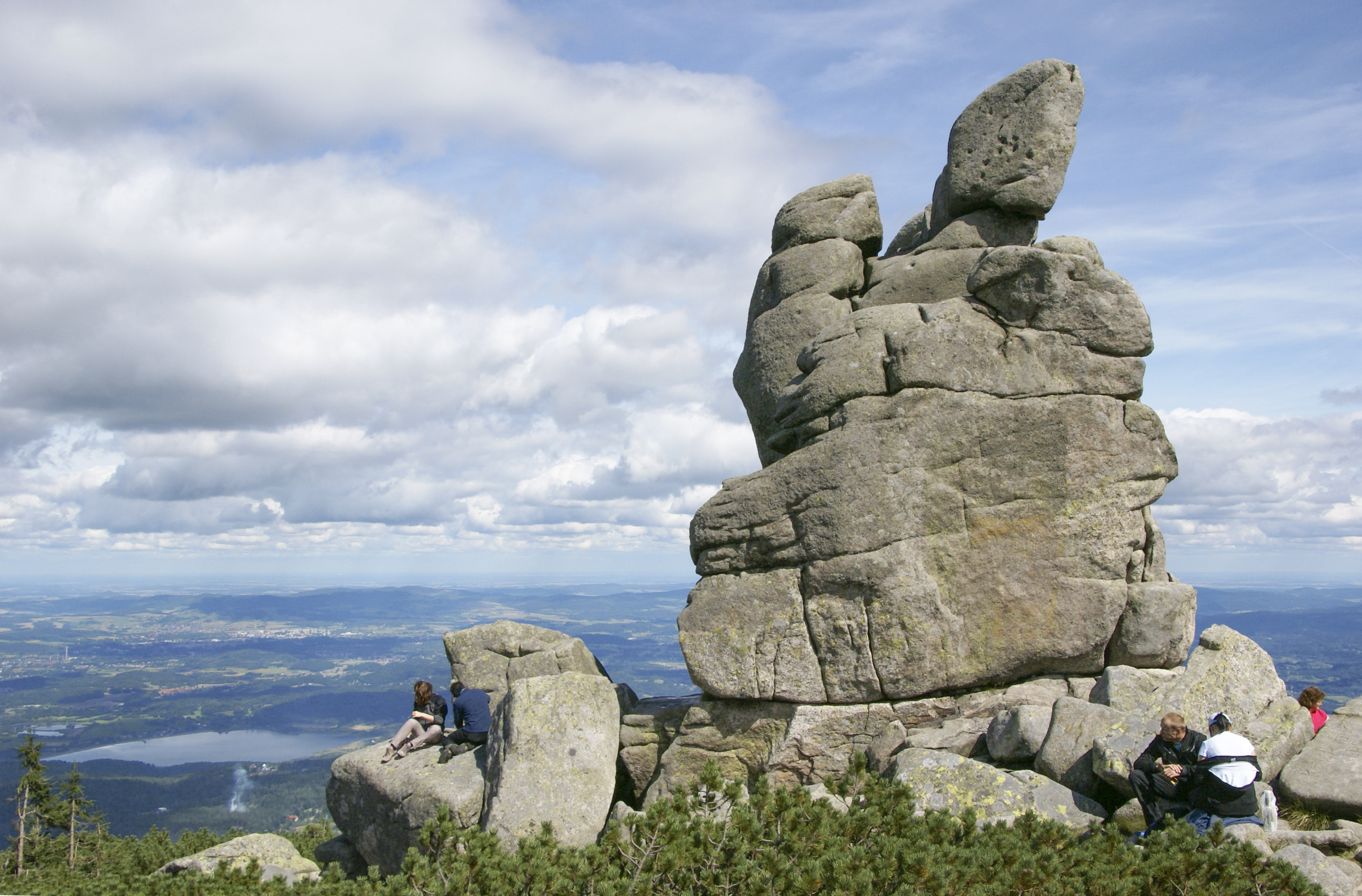
Słonecznik latem

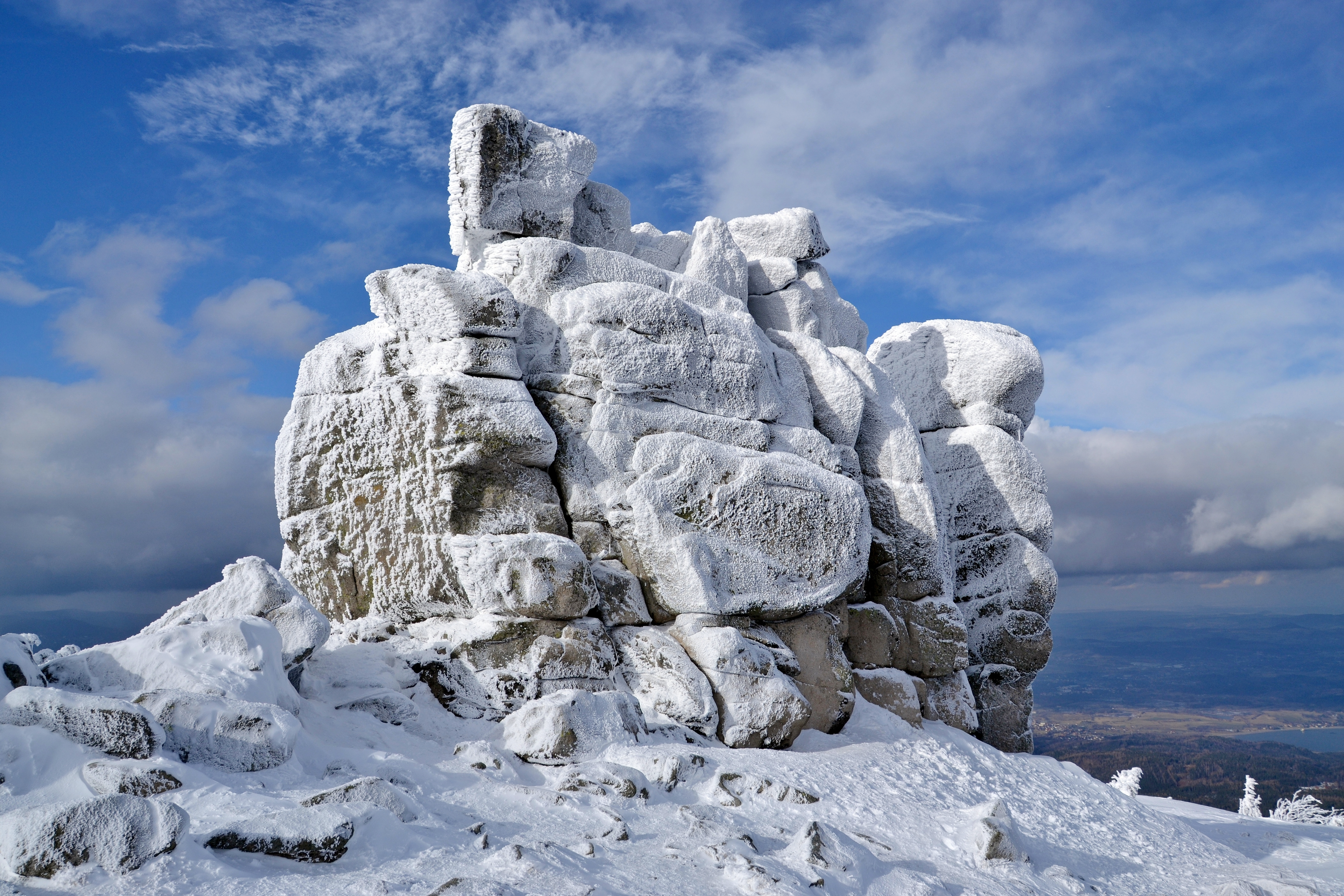
Słonecznik zimą

Słonecznik (niem. Mittagstein) – formacja skalna w Sudetach Zachodnich, w paśmie Karkonoszy, w obrębie Karkonoskiego Parku Narodowego, na zachód od Kotła Wielkiego Stawu, na północnym zboczu Smogorni, na terenie gminy Podgórzyn.

## Położenie i opis
Słonecznik znajduje się w południowo-zachodniej Polsce, w Sudetach Zachodnich, w paśmie Karkonoszy. Jest to forma skalna, składająca się z kilku silnie spękanych granitowych ostańców, z których północny filar, oglądany od wschodniej strony przypomina wykutą w skale postać ludzką. Położona na wysokości 1423 m n.p.m., wznosi się na wysokość 12,5 m. Góruje nad Karpaczem Górnym i okolicami, jest najbardziej charakterystyczną i najlepiej widoczną skałą w Karkonoszach, którą widać prawie z całej Kotliny Jeleniogórskiej. Fantazyjne kształty skały to efekt złożonego i długotrwałego procesu erozyjnego, podczas którego zostały usunięte elementy mniej odporne na działanie warunków atmosferycznych, a pozostały odporniejsze. Było to możliwe dzięki istnieniu ciosu, czyli naturalnych spękań biegnących w trzech kierunkach. Słonecznik zalicza się do najciekawszych i najchętniej odwiedzanych skałek karkonoskich.
Słonecznik wziął swoją nazwę stąd, że dla mieszkańców Podgórzyna, Przesieki i Borowic Słońce nad skałą wskazywało południe – nazwa niemiecka Mittagstein, czyli Kamień południa (południowy); nazwa czeska Polední kámen.
W roku 1942, z okazji 80. urodzin Gerharta Hauptmanna, Towarzystwo Karkonoskie (RGV) przemianowało Słonecznik na „Głaz Gerharta Hauptmanna” (Gerhart-Hauptmann-Stein). Po II wojnie światowej funkcjonował krótko jako „Głaz Tetmajera”.

## Szlaki turystyczne
Obok Słonecznika przechodzą szlaki turystyczne:
- czerwony - fragment Głównego Szlaku Sudeckiego prowadzący ze Szklarskiej Poręby na Równię pod Śnieżką i dalej do Karpacza.
- żółty - prowadzący ze Szklarskiej Poręby przez Przesiekę, Borowice, Polanę do Słonecznika.

Ze Słonecznika roztacza się rozległa panorama na wschodnią i północno-wschodnią część Karkonoszy. Na pierwszym planie w kierunku północnym są Pielgrzymy i Polana, dalej zaś Karpacz i Kotlina Jeleniogórska.